# Odyssey (Bligg-Album)
Odyssey ist das zweite Soloalbum des Zürcher Rappers Bligg. Das Album erschien am 23. Mai 2004 über das Label Nation Music. Die Veröffentlichung erreichte Platz 19 der Schweizer Charts. Die Singleauskopplung Single konnte Platz 18 belegen und erhielt auch Aufmerksamkeit aus dem Radio. Mit der zweiten Videosingle King Size hatte Bligg seine erste Zusammenarbeit mit dem deutschen Rapper Kool Savas. Des Weiteren treten die Musiker Stress, Emel und Stéphanie auf dem Album auf.

## Titelliste

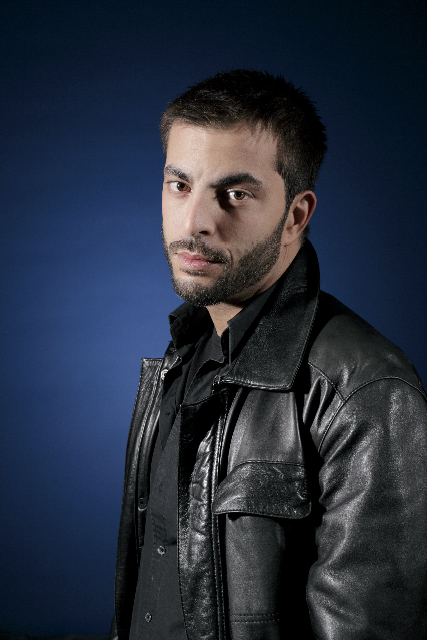
Bligg (2008)

1. Intro – 3.38
2. Bomdiggy – 4.11
3. Single – 3.09
4. Odyssey feat. Stress – 3.18
5. Wändwäischwasimäin – 3.01
6. Predicto feat. Emel – 5.10
7. V.I.P. – 3.10
8. Du Chöntsch – 3.30
9. Räge – 3.43
10. Sexy Mamy – 3.46
11. Gib nöd uf feat. Stéphanie – 3.21
12. King Size feat. Kool Savas – 3.26
13. Angela – 4.39
14. Outro – 2.33

## Textinhalte
Bligg präsentiert auf seinem zweiten Album ein breites Repertoire an Themen. Wiederkehrende Elemente in den Liedern sind etwa positive Selbstdarstellung, Battle-Rap sowie Bliggs Ansichten bezüglich Hip-Hop-Musik. V.I.P. und Sexy Mamy können als Party- oder Club-Lieder gewertet werden. Mit Odyssey und Räge sind auf dem Tonträger auch nachdenkliche Stücke enthalten. Ausserdem präsentiert Bliggensdorfer persönliche Titel: In Predicto spricht der Musiker zu einem noch nicht existierenden Nachkommen. Angela ist seiner gleichnamigen Mutter als Danksagung gewidmet.

## Produktion
An der Entstehung des Albums Odyssey waren sechs Produzenten beteiligt. Diese sind Bliggs Bruder Samuel Bliggensdorfer, Yvan von der Hip-Hop-Gruppe Double Pact, Dan Suter, Lexx, welcher der ehemalige Partner von Bligg ist sowie Dimos und DJ Cutmando, der die meisten Beats für Bligg produziert. Sam B produzierte die Lieder Intro, V.I.P., Angela und Outro. Yvan ist für die Beats der Stücke Odyssey, Gib nöd uf und King Size verantwortlich. Dan Suter produzierte zusammen mit Sam B die Lieder Intro, V.I.P. und Angela. DJ Lexx übernahm die Produktion der Musikstücke Bomdiggy, Wändwäischwasimäin, Predicto und Sexy Mamy. Du Chöntsch wurde von DJ Cutmando produziert. Die musikalische Untermalung von  Räge übernahm Dimos. Bligg war an der Produktion der Lieder Intro, Wändwäischwasimäin, V.I.P., Sexy Mamy und Angela beteiligt, und produzierte das Stück Single.

## Selbstwahrnehmung
Bligg bezeichnete sein Album als „eine Odyssey durch die musikalische Landschaft und eine Mischung aus Entertainment und Poesie.“ Die Basis sei Rap, verfeinert mit Elementen aus Rock, Pop und Soul. Das Album sei inhaltlich persönlicher als Normal, was vor allem an den beiden Liedern Predicto und Angela liege. Das erste der beiden Stücke ist seinem ungeborenen Säugling gewidmet, das zweite seiner Mutter.

## Illustration
Das Cover zeigt Bligg mit weissem New Era Cap und Lederjacke vor schwarzem Hintergrund. Die Arme hat er wie ein Dirigent erhoben. Hinter ihm sprühen Rote Funken hervor. Links und rechts des Musikers wachsen Pflanzen hervor, aus denen Mikrofone und CDs als Blüten spriessen. Oben im Bild ist gross der damalige Bligg-Schriftzug lesbar, unten steht der Albumtitel.

## Odyssey Club
Parallel zu dem Album veröffentlichte der Zürcher Rapper über das Musiklabel Dialog Records eine Extended Play (EP) als Vinylschallplatte mit dem Titel Odyssey Club. Diese enthält fünf der auf dem Album enthaltenen Musikstücke und dient somit als „kleinere Version“ des vollständigen Albums.
Titelliste der Odyssey Club EP:
1. King Size (feat. Kool Savas)
2. V.I.P.
3. Wändwäischwasimäin
4. Sexy Mamy
5. Bomdiggy

## Singles
Die erste Singleauskopplung des Albums Odyssey ist Single, in der Bligg die Trennung von einer Frau thematisiert. Der Tonträger, auf dem auch das Titellied Odyssey enthalten ist, erreichte Platz 18 der Single-Charts.
Die zweite Single von Odyssey heisst King Size und ist Bliggs erste Kooperation mit Kool Savas. Im Jahr 2005 erschien eine weitere Single der beiden, die den Namen Kein Grund trägt. Zu King Size wurde wie auch zu Single ein Musikvideo gedreht.

## Charterfolg
Das Album stieg am 6. Juni 2004 auf Platz 19 in die Schweizer Charts ein. Anschliessend verblieb es noch weitere acht Wochen in der Hitparade, ehe es am 19. September 2004 auf Platz 93 landete. Am 13. Juni 2004 war Odyssey auf Platz 28, am 20. Juni nur noch auf Platz 44. Am 27. Juni war es Platz 69 und am 4. Juli auf Platz 72. Am 11. Juli befand sich Odyssey nur noch auf Platz 80, doch am 18. Juli war es bereits wieder auf Platz 79. Am 25. Juli lag Odyssey nur noch auf Platz 85.